# Johan Fitinghoff
Johann Konradson von Vietinghoff (schwedisch Johan Fitinghoff; * vor 1600 in Jührs, Oesel; † 25. Mai 1685 in Broby, Södermanland) war ein schwedischer Generalmajor.

## Leben

### Herkunft
Johann war Angehöriger einer baltischen Linie derer von Vietinghoff. Seine Eltern waren der Erbherr auf Jührs, Zerell und Meppe, Conrad von Vietinghoff gen. Scheel und  eine von Zoege.

### Werdegang
Er begab sich 1613 in den schwedischen Militärdienst und war Fähnrich im Södermanland-Regiment. 1624 avancierte er zum Kapitän und 1630 zum Major. Er nahm 1630 an der Landung der schwedischen Armee in Deutschland teil und machte den gesamten Dreißigjährigen Krieg mit.
Er wurde 1633 mit dem Namen „Fitinghoff“ naturalisiert und 1634 bei der Ritterklasse der schwedischen Ritterschaft introduziert (Nr. 220).
Seine Beförderung zum Oberstleutnant erfolgte am 28. Juni 1642. 1645 war er Kommandant in Wollin und übernahm im selben Jahr die Führung der Garnison in Kammin. 1647, noch immer im Södermanland-Regiment dienend, stieg er zum Oberst auf. Am 5. Oktober 1656 erhielt er seinen Abschied aus dem Regiment.
Er war dann ab 2. Oktober 1669 Bezirksvorsteher, auch Amtsrichter in den Bezirken Sköllersta, Kumla und Asker in Närke. Am 6. März 1674 wurde er zum Generalmajor ernannt und war ab 10. Juni 1677 noch Kommandant der Redouten in Södermanland. Er starb auf seinem Gut Broby und wurde in der Bettna-Kirche begraben.

### Familie
Johan Fitinghoff war dreimal verheiratet, 
1. ⚭ in erster Ehe mit Christina Ryning († 1656), zu Broby, Tochter des Statthalters Erik Nilsson Ryning, zu Gimmersta, Hålbonäs und Lagmansö, sowie Schwester des Admirals und Generalgouverneurs von Schwedisch-Livland, Erik Eriksson Ryning und Nichte des schwedischen Reichsadmirals Axel Nilsson Ryning
2. ⚭ dann mit Brita Dufva i Westergöthland (Västergötland), zu Dufveholm (Duveholm) und Hessle, Tochter des Landshövdings (Gouverneurs) Johan Bengtsson Dufva i Westergöthland, zu Marsäter
3. ⚭ schließlich 1657 mit Gertrud von der Linde († 1701), Tochter des Assessors Jacob Baron von der Linde, zu Lindeborg, Malmvik, Djuln, Catharinæholm und Wigersberg.

Aus den drei Ehen gingen insgesamt neun Kinder hervor, darunter aus zweiter Ehe Catharina Maria († 1706), ⚭ 1671 Reinhold Rehbinder († 1709), schwedischer Generalleutnant, sowie aus dritter Ehe der ebenfalls schwedische Generalleutnant Erik Göran Fitinghoff (1661–1736).